# Château-Porcien
Château-Porcien è un comune francese di 1 426 abitanti situato nel dipartimento delle Ardenne nella regione del Grand Est.

## Società

### Evoluzione demografica
Abitanti censiti